# TelevisionWeek
TelevisionWeek war eine US-amerikanische Media-Zeitschrift der Crain Communications aus Detroit.
TelevisonWeek wurde 1982 als Zeitschrift für Elektronik gegründet. Im Lauf der Jahre wurde das Spektrum erweitert. Die wöchentliche Printausgabe berichtete über Neuerungen in der Medien- und Fernsehwelt, Hörfunk- und Fernsehprogramm, neue Websites, Entwicklungen in der Elektronikwelt und publizierte den Nielsen Media Research. 2009 stellte Crain de Printausgabe ein und veröffentlicht den Inhalt seit 2009 nur noch online.